# Maria Leissner
Maria Leissner é uma política sueca, do Partido Popular - Os Liberais.
Nasceu em 1956, em Gotemburgo, na Suécia.
Foi líder do Partido Popular - Os Liberais entre 1995 e 1997.
Foi deputada do Parlamento da Suécia - o Riksdagen, de 1985 a 1991.
Foi embaixadora do seu país na Guatemala entre 2000 e 2004.